# Febre de Sábado de Manhã
O programa "Febre de Sábado de Manhã", que começou a ser transmitido na Onda Média da Rádio Comercial, marcou a sua época.
No programa "Grafonola Ideal" Júlio Isidro tinha começado a fazer emissões no exterior. Passou depois para um programa ao vivo onde eram divulgadas e estreadas novas bandas.
No programa colaboraram outros locutores como Margarida Mercês de Melo e Carlos Ribeiro.
O primeiro espectáculo foi no "Noite e Dia", onde fizeram um concurso de noivos. Depois passaram para o "Nimas".
Serviram de espaço para o programa pavilhões gimnodesportivos, espaços abertos como a zonas das Açoteias e de Tróia (este com a presença de Rick Wakeman) e também os estádios.
Em 23/05/1981 realizou-se no estádio de Alvalade um espectáculo de homenagem ao jogador Artur do Sporting. O espectáculo, com quarenta e cinco mil jovens, contou com a participação de nomes como Fischer-Z, Mário Mata, Adelaide Ferreira ou Tantra.
O espectáculo do segundo aniversário, realizou-se em 23/01/1982, no Pavilhão de Alvalade (10.000 pessoas), com nomes como Paulo de Carvalho, Dany Silva, Trovante, Taxi, Grupo de Baile, Rock & Varius e Lobo.
Em 2006 foi lançada uma compilação alusiva ao programa e realizaram-se espectáculos especiais em Lisboa e Porto, transmitidos em directo pela RTP, com alguns dos nomes lançados no programa.

## Comentários
Em plena época da afirmação do rock português, o programa dava espaço a grupos ainda a "gatinhar". Eis a perspectiva de Júlio Isidro sobre a importância na época. "Eu voltei a pôr a rádio na rua. Pus as pessoas a ouvirem (sic) rádio (a expressão não é minha, é do José Duarte). Lá se estrearam os Heróis do Mar em pé de igualdade com o Mário Mata. Até os Broa de Mel começaram ali. Ao fim de três anos, matei a Febre cheia de saúde. É a única coisa de que me arrependo. Podia tê-lo feito durante mais anos. Nem sequer sabia quais eram as audiências. Apenas sabia que o País parava para ouvir o programa".
"Havia passatempos, mas não oferecíamos carros. Isto não impedia que as pessoas se manifestassem. Não tenho a certeza se alguma vez oferecemos viagens. Lembro-me de um concurso em que se namorava ao telefone. Houve um rapaz que chegou a casar". JI/DN
"Não tinha "cachet". Recebia apenas horas extraordinárias. Eram três horas de boa disposição, porque os tempos eram de depressão. Continuo a receber frutos do programa. Foi a maior experiência profissional da minha vida, em termos emocionais. Envolvi-me muito noutros projectos, mas nenhum como este". Júlio Isidro/DN
"A Maria Elisa convidou-me a apresentar um projecto para um programa aos Domingos à tarde. Não podia ser igual à Febre de Sábado de Manhã, mas era inspirado. Acabei por fazer o programa durante quatro anos". JI/DN